# Manuel Alejandro Cabrera
Manuel Alejandro Cabrera fue un político peruano. 
Fue miembro de la Convención Nacional del Perú (1855) por la provincia de Anta entre 1855 y 1857 que, durante el segundo gobierno de Ramón Castilla, elaboró la Constitución de 1856, la sexta que rigió en el país.